# Palácio Vorontsov (Alupka)

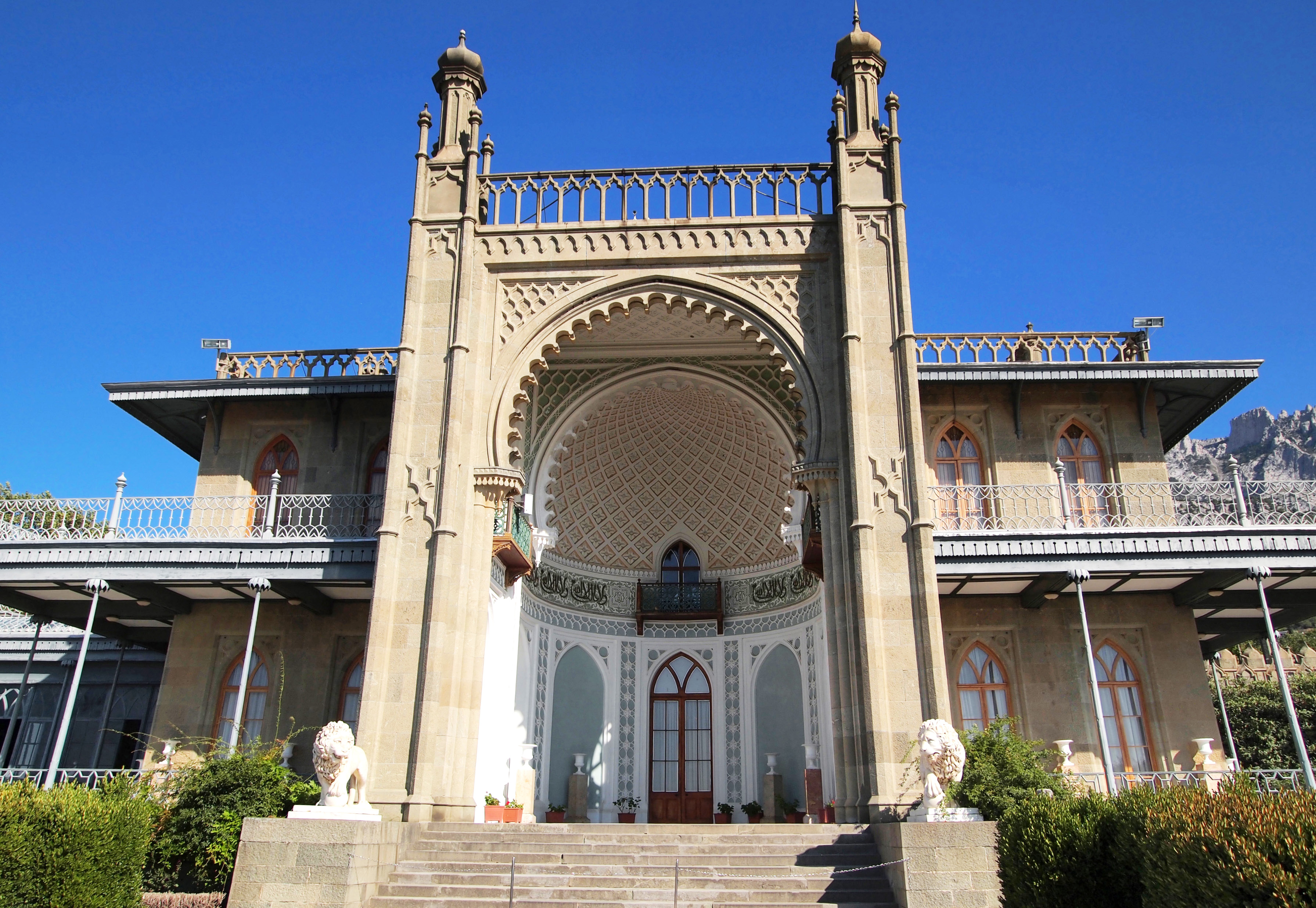
A fachada sul do Palácio Vorontsov.

O Palácio Vorontsov (em ucraniano: Воронцовський палац; em russo:Воронцовский дворец) é um palácio histórico localizado na cidade de Alupka, Ucrânia. Fica situado no sopé das montanhas da Crimeia.

## História da construção

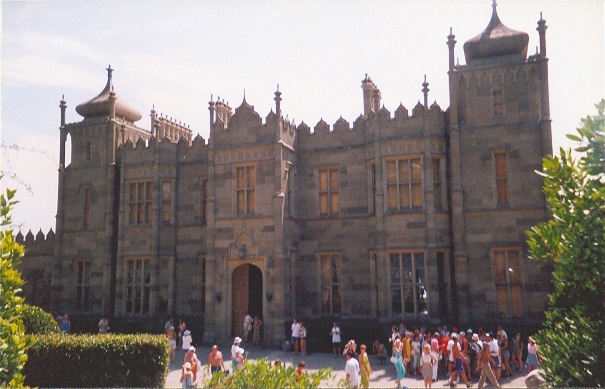
Fachada norte do Palácio Vorontsov.

O Palácio Vorontsov foi construído, entre 1830 e 1848, para ser usado como residência de Verão do Governador Geral do Krai de Novorossiya, o Príncipe Mikhail Semyonovich Vorontsov.

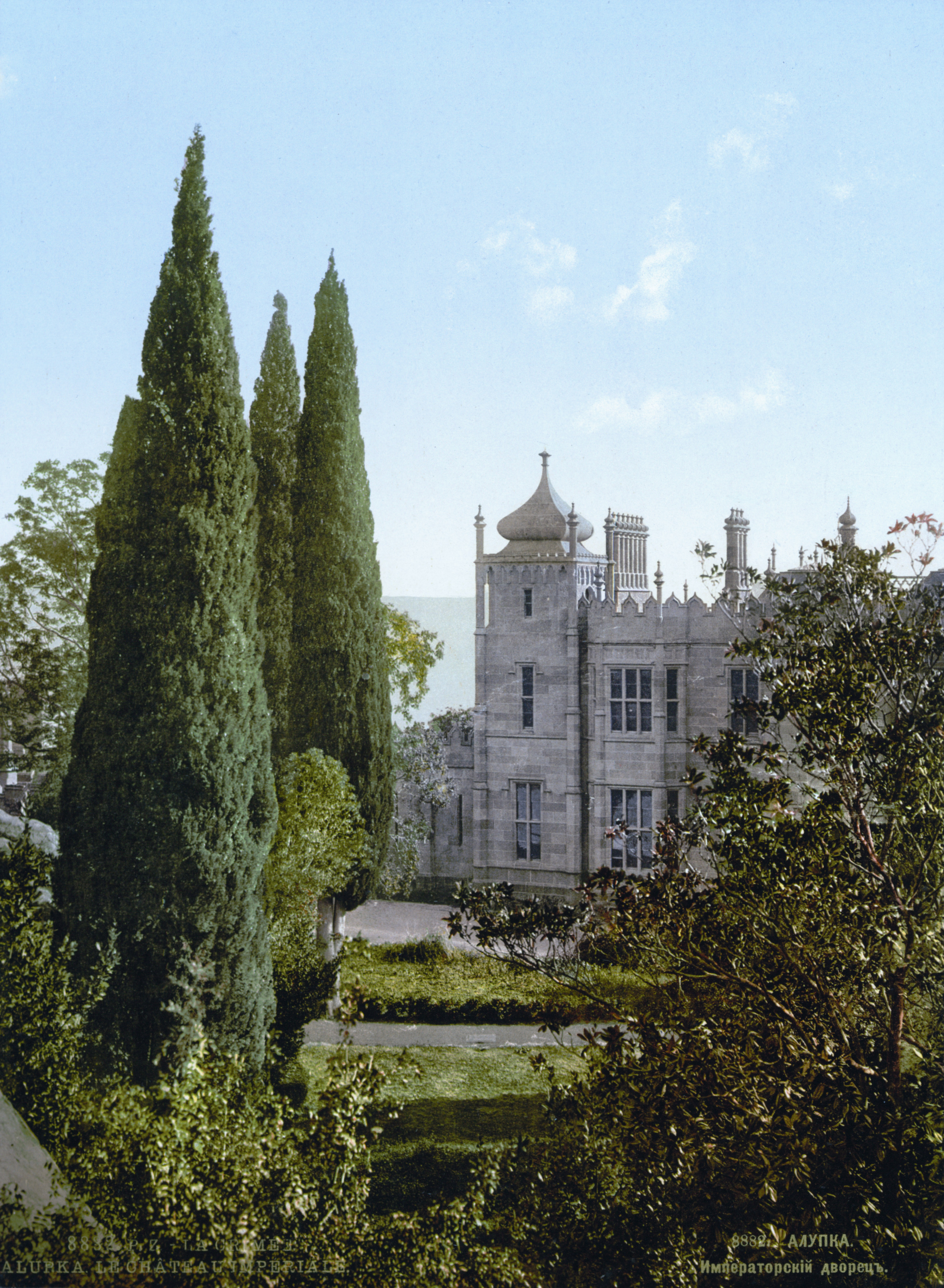
Vista parcial do palácio.

O palácio foi construído de acordo com um projeto do arquiteto inglês Edward Blore (1789-1879). O arquiteto não visitou Alupka, mas estava bem informado sobre a paisagem montanhosa da região. Quando a construção começou, foi descoberto que fundação e cave da primeira porção do edifício já estava em posição, uma vez que já era suposto construir o palácio anteriormente com planos diferentes da autoria dos arquitetos Francisco Boffo e Thomas Harrison.
Foram trazidos servos do Governorado de Moscovo e do Governorado de Vladimir para construir o palácio. Pedreiros com especialidade em construções de "pedra branca" também foram trazidos para ajudar. Os blocos usados na construção do palácio foram feitos de diabase encontrado na região. Todos os outros materiais foram trazidos de longe. Os trabalhos empreendidos no local foram feitos à mão com o uso de ferramentas primitivas.

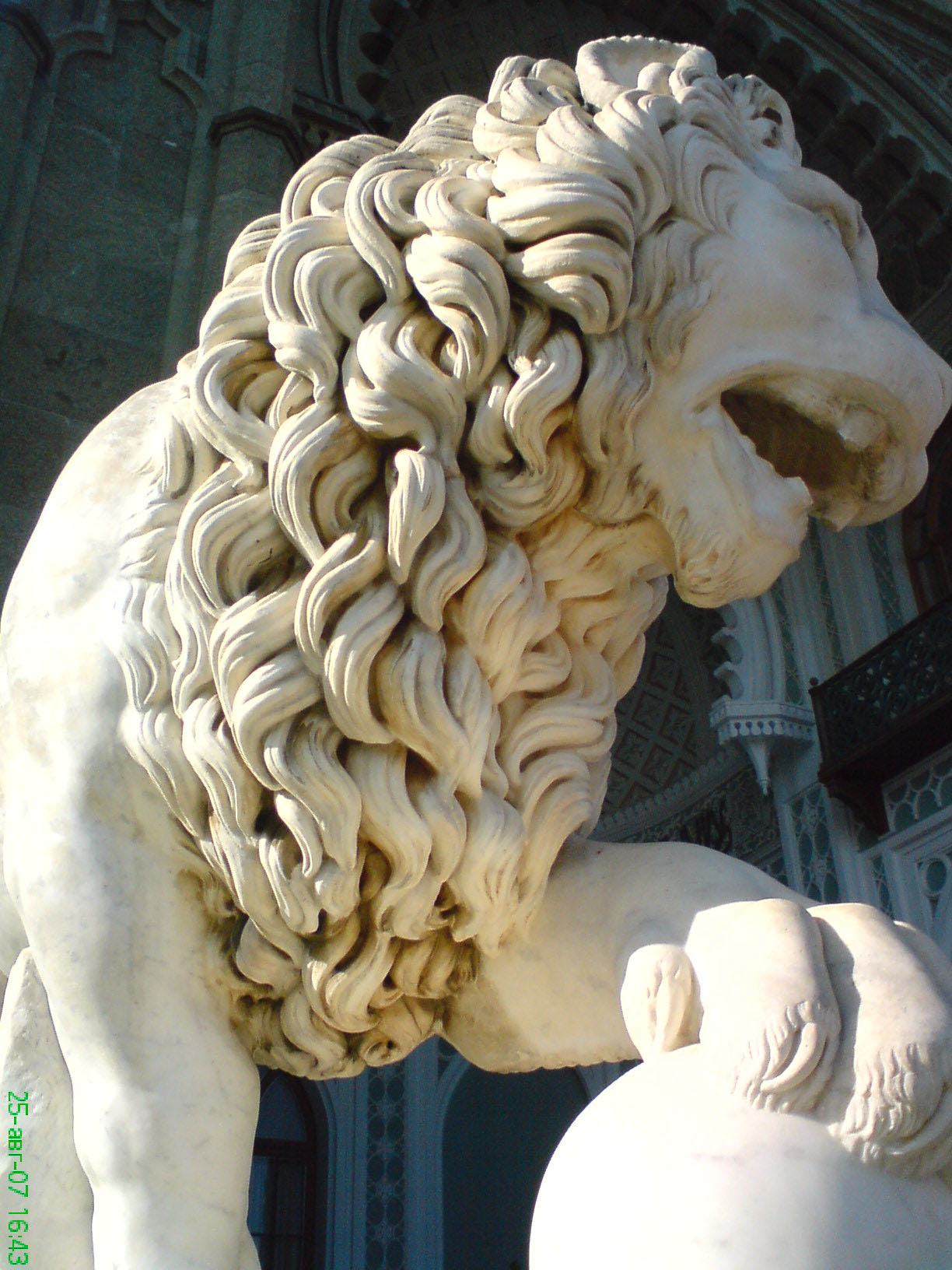
Um dos leões de mármore da escadaria.

A primeira sala a ser construída no Palácio Vorontsov foi a sala de jantar, construída entre 1830 e 1834. A ala principal e central do edifício foi construída entre 1831 e 1837. Durante os anos de 1841-1842, uma sala de bilhar foi acrescentada à sala de jantar. Durante o período de 1838 a 1844 foram acrescentadas ao palácio a ala de hóspedes, a ala este, torres, a ala de manutenção e a entrada frontal. A última ala construída ao edifício foi a ala da biblioteca, construída entre 1842 e 1846. Os anos restantes de construção do palácio foram gastos na decoração interior
A maioria dos trabalhos paisagísticos nos campos do palácio foi feita entre 1840 e 1848 com a ajuda de soldados para construir os terraços do parque localizados em frente da entrada sul do edifício. A vegetação do parque foi trazida das margens do Mar Mediterrâneo, da América do Norte e do Sul e da Ásia Oriental. Atualmente existem mais de 200 espécies vegetais nos terrenos do palácio.
No Verão de 1848, esculturas de leões em mármore branco foram instaladas na escadaria central que sobe até ao palácio. As esculturas foram executadas pelo escultor italiano Giovanni Bonnani. A construção do conjunto do palácio foi finalizada com a adição das esculturas dos leões.

## Desde a construção

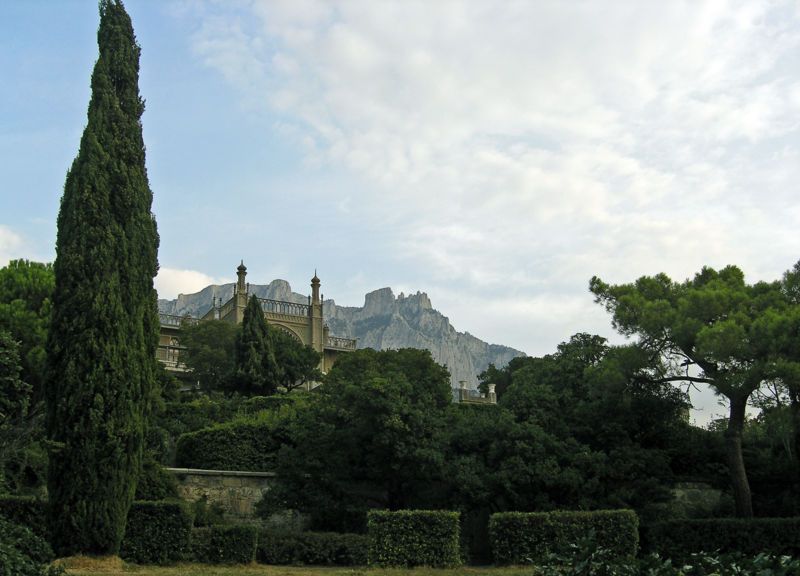
A entrada frontal do Palácio Vorontsov, voltada em direcção ao Mar Negro, com a distante Montanha Ai-Petri ao fundo.

Por três gerações, o Palácio Vorontsovsky pertenceu à família Vorontsov. Depois da chegada ao poder dos sovietes com a Revolução de Outubro, o palácio foi transformado num museu, o qual ocupou as alas principal, da sala de jantar e da biblioteca. Em 1927, foi aberto um resort numa das alas do palácio e uma policlínica e restantes instalações dentro da ala de manutenção do edifício.

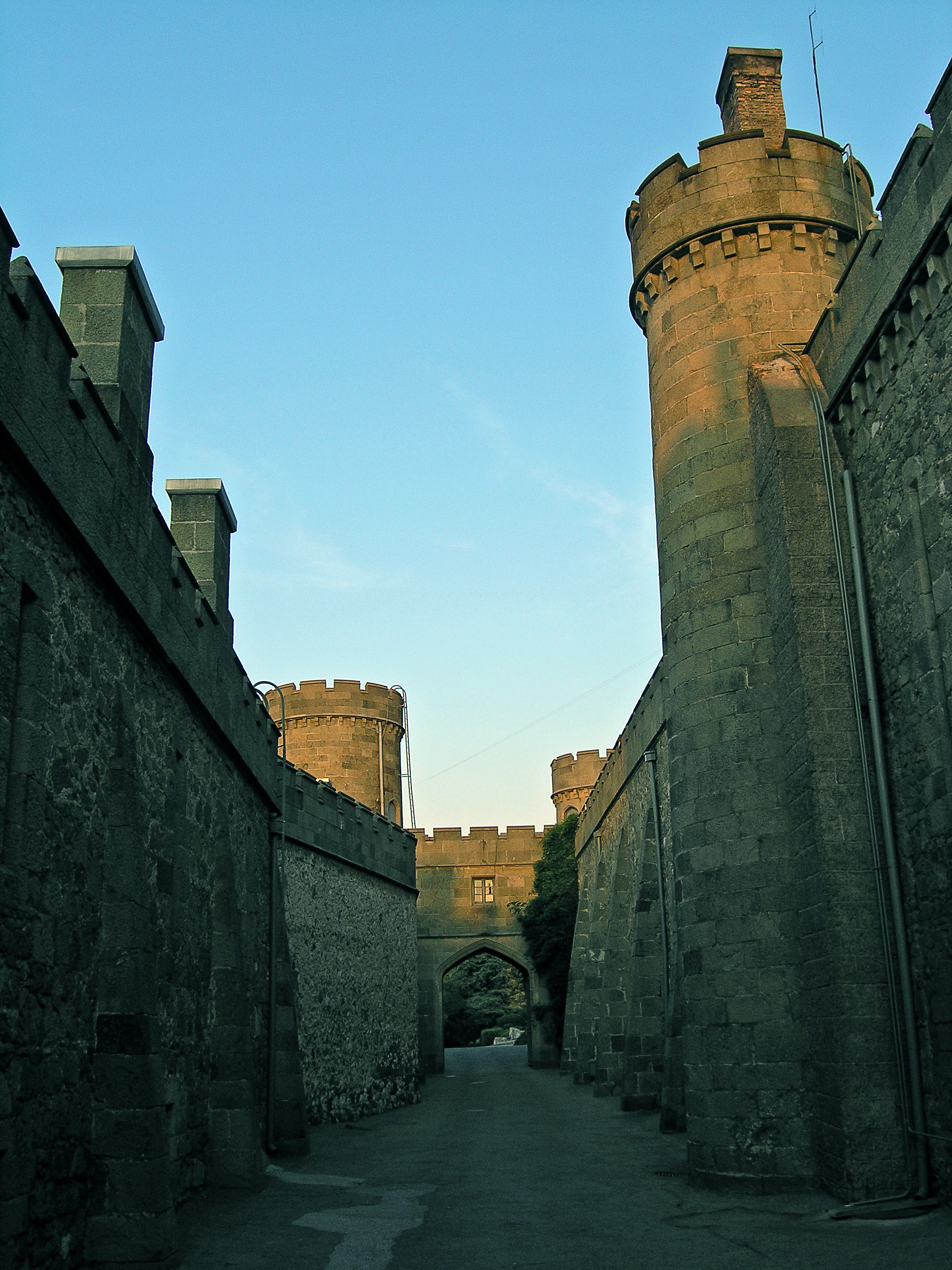
Vista das paredes do palácio.

Em 1941, depois do início da Segunda Guerra Mundial, as exposições do museu foram evacuadas de Alupka por receio de serem danificadas pelos ataques armados. No entanto, outros museus na Crimeia não foram evacuados por falta de tempo. Os ocupantes do museu também evacuaram muitas peças arquitetónicas, incluindo 537 elementos de arte e gráficos, 360 peças de decoração do edifício, conjuntos de mobiliário únicos e uma série de livros históricos. Depois da guerra, uma pequena colecção foi recuperada e colocada novamente no palácio.
Entre 4 e 11 de Fevereiro de 1945, a Conferência de Ialta teve lugar no vizinho Palácio Livadia entre os Estados Unidos da América, o Reino Unido e a União Soviética. Durante esse período, o Palácio Vorontsovsky serviu de residência a Winston Churchill e à delegação britânica enviada à conferência.
Em 1956, o Palácio Vorontsov foi novamente instalado como um museu por ordem do governo soviético. Dois anos mais tarde o museu foi mudado para incorporar exibições arquitetónicas e de arte e, em 1965, recebeu o nome de "Complexo Palácio-museu de Alupka".
O território do palácio e do parque vizinho foram normalmente usados como cenário de filmes, como "Nebesnye lastochki" e "Jenitba figaro".

## Arquitetura

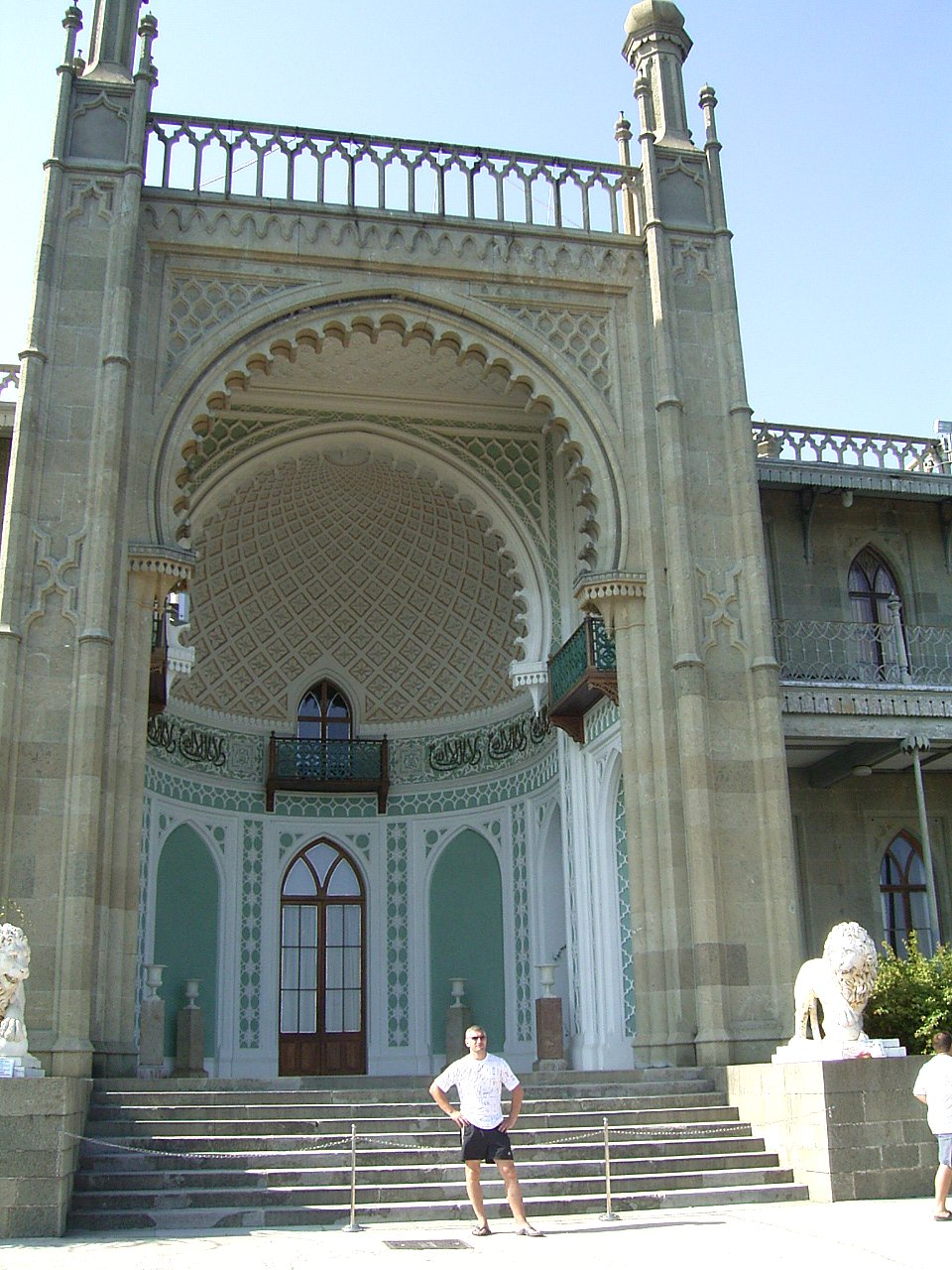
Detalhe da fachada sul.

O Palácio Vorontsov foi construído de acordo com novos princípios de construção arquitetónica, embora incorporando elementos arquitetónicos em estilo clássico. Uma importante característica arquitetónica do palácio era a relação com as Montanhas da Crimeia, com as quais se harmonizou perfeitamente.

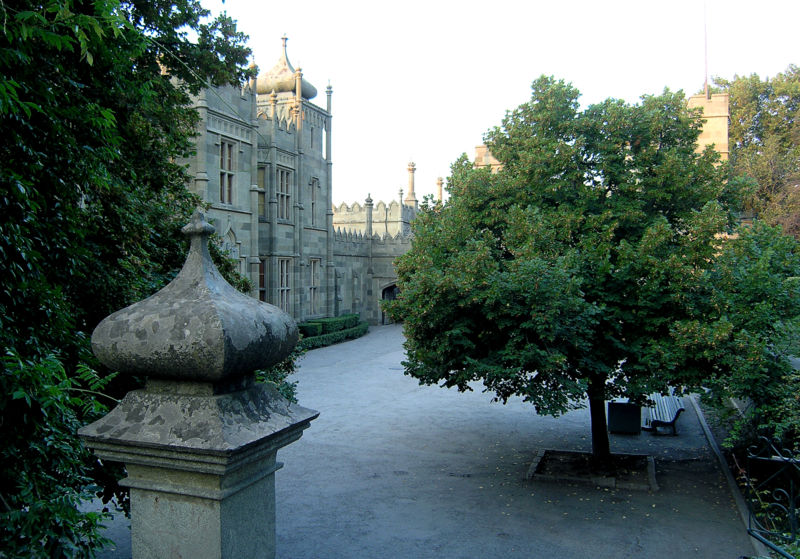
Um pátio interior do palácio.

O palácio foi desenhado no estilo inglês, incorporando elementos da arquitetura inglesa inicial com arquitetura posterior, pelo que demorou cerca de 18 anos a construir. Os exemplos mais antigos da arquitetura do palácio aparecem no portão ocidental, enquanto os mais tardios aparecem mais afastados desses portões.
No entanto, apesar de se apresentar principalmente em estilo inglês, podem ser vistos alguns elementos orientais. Por exemplo, as chaminés em estilo gótico são reminiscências dos minaretes islâmicos. A fachada sul também foi desenhada em estilo neo-islâmico. A entrada sul do palácio é caracterizada por um telhado plano, encimado por duas torres em estilo de minaretes, sobre o qual repousa um hall de entrada que leva à saída através dum arco em forma de ferradura. Nas paredes interiores desse hall está uma inscrição em árabe: "Não existe conquistador, excepto Allah". Balcões laterais junto ao hall de entrada têm vista para o chamado "terraço do leão".